# Cinturón alpino

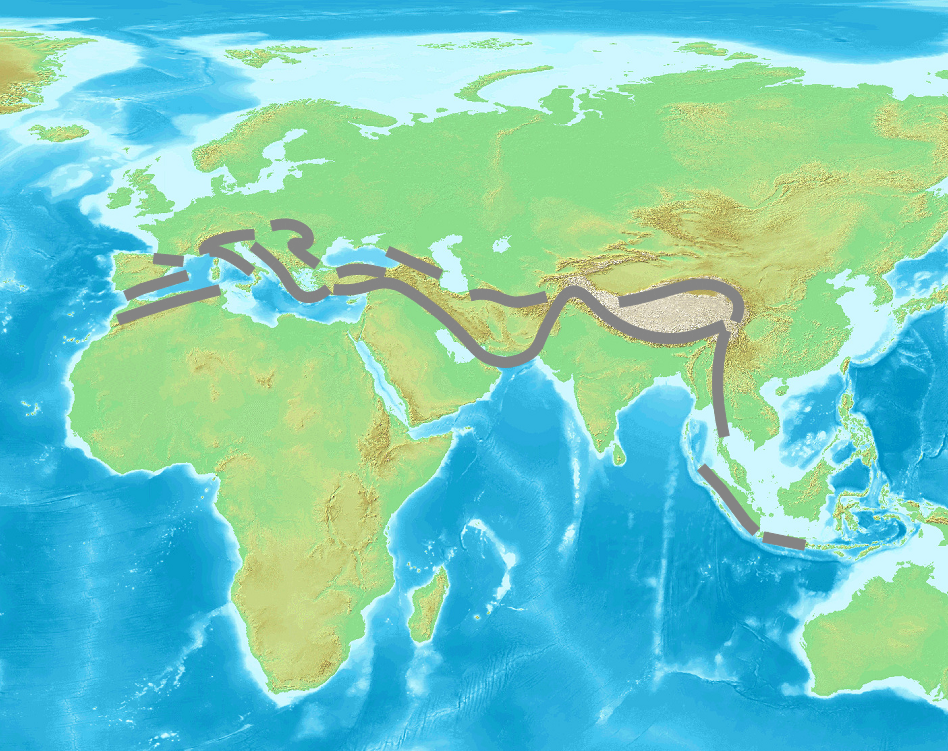
Distribución del cinturón alpino.

El cinturón alpino o alpino-himalayo es la cadena de montañas que se extiende a lo largo de la margen sur de Eurasia. Se extiende desde Java a Sumatra, a través del Himalaya, el Mediterráneo, hasta el Atlántico. Incluye los Pirineos, las Béticas, el Rif, los Alpes, los Cárpatos, las montañas de Asia Menor e Irán, el Hindu Kush, el Himalaya y las montañas del sudeste asiático.
Después del Cinturón de Fuego del Pacífico, es la segunda región más sísmica del mundo, con un 17% de los mayores terremotos y un 5-6% de todos los terremotos.
El cinturón alpino se formó como resultado de la tectónica de placas, por la colisión entre las placas africana, arábiga e india, que se desplazan hacia el norte, y la gran placa eurasiática.
Indonesia está situada entre el Cinturón de Fuego del Pacífico, a lo largo de las islas adyacentes del noreste incluyendo Nueva Guinea, y el cinturón alpino, a lo largo del sur y oeste de Sumatra, Java, Bali, Flores y Timor. El epicentro del terremoto del océano Índico de 2004, que ocurrió cerca de la costa de Sumatra, se encontraba dentro del cinturón alpino.